# Mozione parlamentare
La mozione parlamentare (generica) è uno strumento attraverso il quale la Camera o il Senato danno un indirizzo al Governo sulle misure da prendere per affrontare una determinata questione.
La mozione può essere presentata da un capogruppo, da almeno da 10 deputati o almeno da 8 senatori.
La discussione in aula avviene in maniera simile a quella di una legge. Il testo della mozione viene discusso e possono essere presentati e votati gli emendamenti al testo iniziale e poi si svolge una votazione finale.